# محوطه دره ته وانگه ل
محوطه دره ته وانگه ل مربوط به هزاره ۴ و ۳ قبل از میلاد است و در شهرستان بیجار، بخش مرکزی، روستای سعد آباد واقع شده و این اثر در تاریخ ۲۴ فروردین ۱۳۸۲ با شمارهٔ ثبت ۸۰۳۳ به‌عنوان یکی از آثار ملی ایران به ثبت رسیده است.